# بوگوتی
بوگوتی (به صربی: Boguti) یک منطقهٔ مسکونی در صربستان است که در سینیتسا واقع شده‌است. بوگوتی ۷۲ نفر جمعیت دارد.